# Коржова Слобода
Ко́ржова Слобода́ (колишні назви Рафалівка, Аннополь, Адріанівка та Коржовий Хутір; простонародна назва Коржслобідка) — село в Україні, в Уманському районі Черкаської області. Налічує 111 дворів з населенням 186 осіб. Входить до складу Бабанської селищної громади.

## Назва
Назва Аннополь скоріш за все названа на честь імені Анна, а слово "поль" означає "поселення" від грецького "поліс". 
Назва Рафалівка скоріш за все походить від прізвища. Граф Потоцький в 1825 році продав сусіднє село Коржову Михайлу Рафаловичу. 
Назва "Адріанівка" можливо походить від Адріана Метлицького, який володів частиною села неподалік, яке називається Вільшанка до якої входила Вільшана Слобода. 
За легендами, які переповідають селяни село названо в честь пана Коржовського, який мешкав у селі Коржова, а людей направляв на роботу на хутір. Таким чином люди почали залишатися і створювати сім'ї на цій місцевості, що у наслідку перетворилося на село Коржова Слобода.

## Історія
Точно можна сказати що Коржова Слобідка массово перезаселялясь жителями сусідньої Коржової  в 1835 році. Майже 300 чоловік було переведено (навряд чи добровільно) разом із сім'ями, список цих переселенців з прізвищами і членами сімей можна знайти ревізькій казці ДАКО 280-2-675. Сама казка дотується 1850 роком, це селяни поміщиці Фаустини Подгорської, що від неї дістались її дочці Михайлині Жолкевській. 
В книзі Похилевича 1864 року "Сказання про населені місцевості Київської губернії" описано село Коржова, де зазначено, що Рафалівка, також зветься Аннополем, Адріанівкою та Коржовим хутором. Вона населена в 1826 році переведеними з Коржової мешканцями. Лежить в 5 верстах від церкви, на південь від Коржової, під лісом. Загалом мешканців 335; землі 873 десятини. З 1844 року Рафалівка належить доньці Фавстині Підгірській Михалині, одруженій з Казимиром Олександровичем Жолкевським. Їй також належить село Вікторівка Липовецького уїзду. 
Рік засновання села невідомий.  У далекому 1890 році в селещі жило 733 особи, які в своїй більшості займалися землеробством. У селі протягом 1950-х років побудували кілька будівель для покращення інфраструктури: дитячий садочок, магазин, сільський клуб, магазин, фельдшерський пункт та ферму. У колгоспі Котовського в середині ХХ століття створили 4 рільничих бригади, які мали по 4-6 ланок, засновано молочнотоварну ферму, котра була складена з 8 груп по 20 корів, ще вирощували птицю (гусей та курей). Колгосп було об'єднано з колгоспом «Україна» 1961 року. Ця подія покращила умови життя селян і їм стали платити більшу зарплату. Це стимулювало відродження села. Згодом через 5 років (1966 рік) в Коржову Слободу провели електролінію. До 1972 року у селі знаходилася 7-річна школа, яку потім закрили. І вже з наступного року діти почали навчатися у Текучанській середній школі. У 1987 році зробили оновлення сільського клубу. Прокладено асфальт по сільським вулицям в 1988 році. Коржова Слобода отримала самойстійність 1991 року після отримання незалежності України. Після чого було утворено Коржовослобідську сільську раду. Надано самостійність колгоспу з її господарством, яка змінила назву на «8 березня», що замається вирощуванням зернових культур і тваринництвом. Повністю замінили електромережу в селі року 1992. Здійснено в середині 90-х років розпаювання землі і реорганізовано колгосп.

## Пам'ятки
Долина Миколи Чудотворця: Неподалік села розташоване цілюще джерело, а також шанований людьми камінь зі слідом святого Миколая, над яким споруджено капличку. За селом Коржова Слобода між селами Коржова та Коржовий Кут.

## Географія
Розташоване селище за 35 км від Умані (районний центр). Площа складає 94,3 гектара. Селом протікає річка Медвежа, права притока Ятрані.